# Lei para a Reforma Política (Espanha)
A Lei para a Reforma Política (Lei 1/1977 de 4 de Janeiro) foi aprovada a 18 de Novembro de 1976 pelas Cortes Generales e submetida a referendum a 15 de Dezembro de 1976, com uma participação de 77% do censo e 94,17% de votos a favor. Tinha o caráter de Lei Fundamental, sendo a última das Leis Fundamentais do Reino do franquismo, e  permitiria uma transição sem ruptura com o regime anterior.
De fato, a Lei para a Reforma Política foi o instrumento jurídico que permitiu articular a chamada Transição Espanhola, do regime autoritário do General Franco (uma ditadura militar que provinha da Guerra Civil Espanhola) para  um sistema constitucional democrático (uma monarquia parlamentar, tal como foi definida pela Constituição espanhola de 1978, após as eleições gerais de 1977).
A origem desta transcendental lei encontra-se no vigente regime legal em 1975. Espanha era regida por um sistema normativo pseudo-constitucional que se encontrava nas Leis Fundamentais do Reino e nos Princípios Fundamentais do Movimento. Entre umas e outros seguravam o modelo de Estado franquista. Estes textos legais incluíam, além disso, os procedimentos para os emendar e/ou reformá-los. Esta foi a forma que recomendou Torcuato Fernández Miranda, presidente das Cortes e do Conselho do Reino para passar de um regime autoritário a outro de liberdades respeitando as leis vigentes.
O Governo de Adolfo Suárez não encontrava uma fórmula viável para impulsionar a urgente reforma do sistema franquista, apesar dos esforços que realizaram Manuel Fraga e Alfonso Osório com projetos de reforma. O Presidente das Cortes, Torcuato Fernández Miranda,  redigiu um breve texto que entregou a Adolfo Suárez. Esse documento tornar-se-ia na Lei para a Reforma Política que permitiria a Transição Espanhola para a democracia.
Durante o processo de estudo e aprovação por parte do Conselho de Ministros retocam-se alguns detalhes e varia-se a exposição de motivos que, após o informe do Conselho Nacional do Movimento, e antes da sua apresentação às Cortes é, definitivamente suprimida. Após uma brilhante defesa do projeto por parte sobretudo de Fernando Suárez, bem como os diferentes e argumentados discursos na contra por parte de procuradores franquistas, o projeto foi submetida a votação a 18 de Novembro de 1976 com o resultado de 425 votos a favor, 59 votos contra e 13 abstenções. Esta votação e a conseqüente aprovação da Lei para a Reforma Política conhece-se como o "hara-kiri das Cortes franquistas".